# Valignat
Valignat est une commune française située dans le département de l'Allier, en région Auvergne-Rhône-Alpes.

## Géographie

### Localisation
La petite commune de Valignat est située dans une zone rurale, sur un vaste plateau calcaire, dans le prolongement de la forêt des Colettes, entre les villes de Montluçon et de Vichy.
Ses communes limitrophes sont :
|        | Bellenaves |       |
| Veauce | Valignat   | Naves |
| Sussat |            | Vicq  |

### Transports
La commune est traversée par les routes départementales 43 (de Bellenaves à Ébreuil) et 285. La RD 183 longe la frontière communale avec Vicq, Sussat et Veauce, au sud.

### Climat
Pour des articles plus généraux, voir Climat d'Auvergne-Rhône-Alpes et Climat de l'Allier.
En 2010, le climat de la commune est de type climat océanique dégradé des plaines du Centre et du Nord, selon une étude du CNRS s'appuyant sur une série de données couvrant la période 1971-2000. En 2020, Météo-France publie une typologie des climats de la France métropolitaine dans laquelle la commune est exposée à un climat de montagne ou de marges de montagne et est dans une zone de transition entre les régions climatiques « Ouest et nord-ouest du Massif Central » et « Nord-est du Massif Central ».
Pour la période 1971-2000, la température annuelle moyenne est de 10,7 °C, avec une amplitude thermique annuelle de 15,7 °C. Le cumul annuel moyen de précipitations est de 773 mm, avec 10,6 jours de précipitations en janvier et 7,3 jours en juillet. Pour la période 1991-2020, la température moyenne annuelle observée sur la station météorologique de Météo-France la plus proche, « Echassières_sapc », sur la commune d'Échassières à 11 km à vol d'oiseau, est de 10,3 °C et le cumul annuel moyen de précipitations est de 847,3 mm,. Pour l'avenir, les paramètres climatiques de la commune estimés pour 2050 selon différents scénarios d'émission de gaz à effet de serre sont consultables sur un site dédié publié par Météo-France en novembre 2022.

## Urbanisme

### Typologie
Au 1er janvier 2024, Valignat est catégorisée commune rurale à habitat dispersé, selon la nouvelle grille communale de densité à 7 niveaux définie par l'Insee en 2022.
Elle est située hors unité urbaine et hors attraction des villes,.

### Occupation des sols

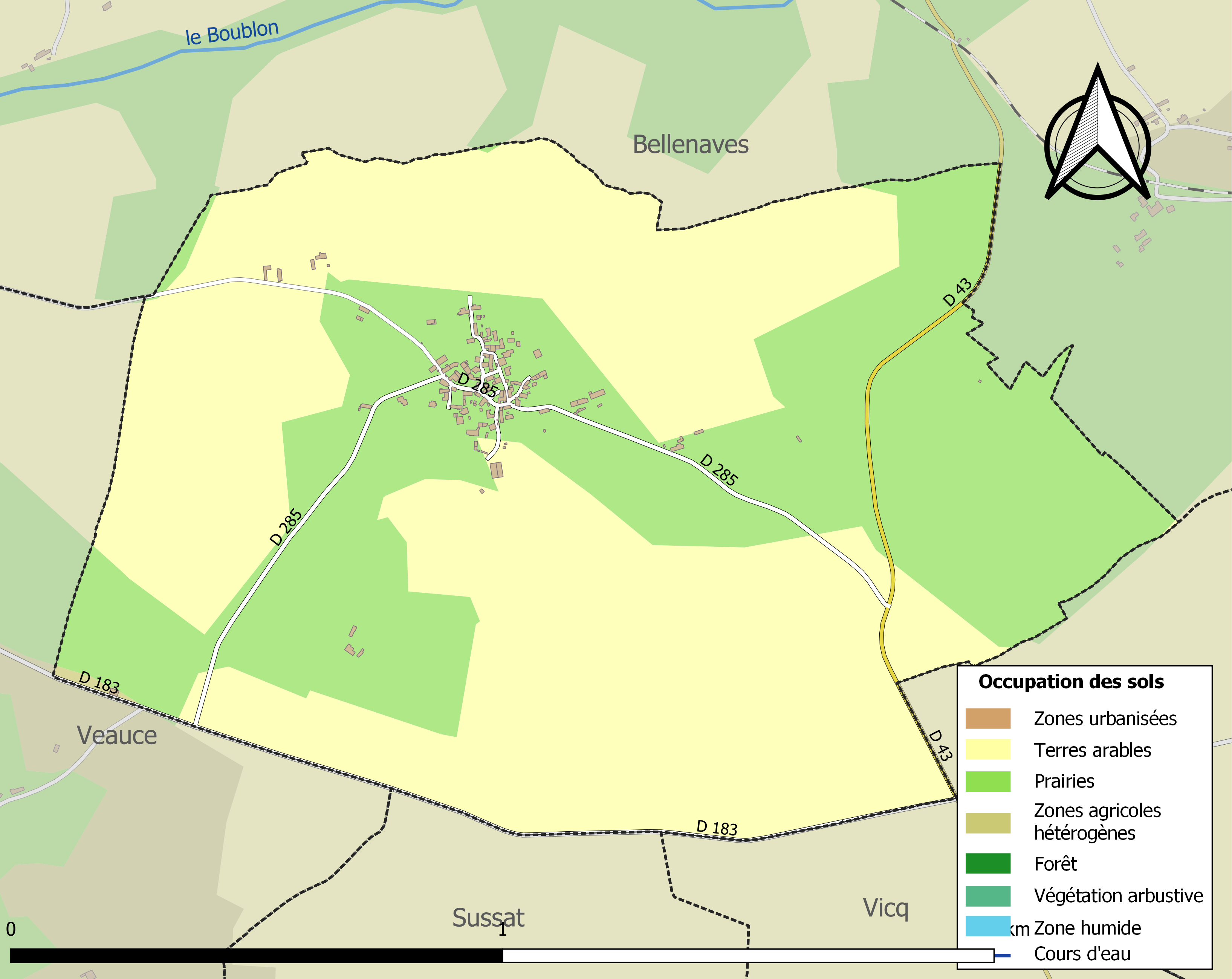
Carte des infrastructures et de l'occupation des sols de la commune en 2018 (CLC).

L'occupation des sols de la commune, telle qu'elle ressort de la base de données européenne d’occupation biophysique des sols Corine Land Cover (CLC), est marquée par l'importance des territoires agricoles (100 % en 2018), une proportion identique à celle de 1990 (100 %). La répartition détaillée en 2018 est la suivante : 
terres arables (58,6 %), prairies (41,2 %), zones agricoles hétérogènes (0,2 %).
L'IGN met par ailleurs à disposition un outil en ligne permettant de comparer l’évolution dans le temps de l’occupation des sols de la commune (ou de territoires à des échelles différentes). Plusieurs époques sont accessibles sous forme de cartes ou photos aériennes : la carte de Cassini (XVIIIe siècle), la carte d'état-major (1820-1866) et la période actuelle (1950 à aujourd'hui).

## Toponymie
Valinhat en bourbonnais du Croissant, une langue de transition entre la langue occitane et la langue d'oïl qui est parlée traditionnellement sur place.

## Histoire

### Préhistoire
On ne dispose que de peu d'informations en la matière puisqu'aucune recherche ne fut effectuée. On note cependant qu'un fragment de silex taillé, type de pierre que l'on ne retrouve pas dans de proches environs, a été retrouvé sur la commune.
Une hachette polie complète a également été retrouvée sur la commune au lieu-dit Montignat.

### Antiquité
Selon la tradition, il semblerait que le nom du village vienne de Valignacum (?). Ce nom proviendrait de celui d'un propriétaire gallo-romain du lieu.
La présence de nombreuses tuiles romaines (tegulae), d'un four (ou d'une chambre de chauffe) et de briques provenant probablement d'un hypocauste suggère la présence probable d'une villa gallo-romaine enfouie à moins d'un kilomètre du bourg.

### Moyen Âge
Le bourg actuel se situerait sur les ruines d'un prieuré. L'église actuelle, construite aux XIe et XIIe siècles se confond presque avec la chapelle originelle, dont la nef était légèrement plus longue. Elle possède un clocher à peigne, modèle assez rare dans le département.
La présence de carrières médiévales est également supposée sur un coteau situé entre la commune et celle de Naves.

### Époque moderne
Avant 1789, la commune faisait partie de l'ancienne province du Bourbonnais issu de la seigneurie de Bourbon médiévale.

## Politique et administration

### Découpage territorial
Valignat a fait partie du district de Gannat de 1793 à 1801 ; elle a été rattachée à l'arrondissement de Gannat de 1801 à 1926 puis à celui de Montluçon de 1926 à 2016. Depuis le 1er janvier 2017, afin que les arrondissements du département « correspondent à une meilleure cohérence administrative et [à une] adaptation aux bassins de vie », la commune passe dans l'arrondissement de Vichy.
Elle a fait partie du canton de Bellenaves de 1793 à 1802 (année où le chef-lieu fut transféré à Ébreuil). Valignat a fait partie du canton d'Ébreuil de 1802 à 2015. Depuis 2015, la commune est rattachée au canton de Gannat.

### Administration municipale
Magalli Blaes a été élue au premier tour des élections municipales de 2014 ; deux adjointes ont été désignées. Elle est réélue au premier tour en mai 2020, avec deux adjoints.
| Période                                  | Période                    | Identité            | Étiquette | Qualité            |
| ---------------------------------------- | -------------------------- | ------------------- | --------- | ------------------ |
| Les données manquantes sont à compléter. |                            |                     |           |                    |
| mars 1977                                | mars 2014                  | Jean-Charles Baudet | DVD       |                    |
| mars 2014                                | En cours (au 10 juin 2020) | Magalli Blaes       |           | Réélue en mai 2020 |

## Population et société

### Démographie
L'évolution du nombre d'habitants est connue à travers les recensements de la population effectués dans la commune depuis 1793. Pour les communes de moins de 10 000 habitants, une enquête de recensement portant sur toute la population est réalisée tous les cinq ans, les populations de référence des années intermédiaires étant quant à elles estimées par interpolation ou extrapolation. Pour la commune, le premier recensement exhaustif entrant dans le cadre du nouveau dispositif a été réalisé en 2006.

En 2022, la commune comptait 65 habitants, en évolution de −15,58 % par rapport à 2016 (Allier : −1,38 %, France hors Mayotte : +2,11 %).
| 1793 | 1800 | 1806 | 1821 | 1831 | 1836 | 1841 | 1846 | 1851 |
| ---- | ---- | ---- | ---- | ---- | ---- | ---- | ---- | ---- |
| 243  | 265  | 293  | 254  | 259  | 254  | 259  | 266  | 259  |

| 1856 | 1861 | 1866 | 1872 | 1876 | 1881 | 1886 | 1891 | 1896 |
| ---- | ---- | ---- | ---- | ---- | ---- | ---- | ---- | ---- |
| 255  | 246  | 228  | 229  | 252  | 248  | 215  | 192  | 181  |

| 1901 | 1906 | 1911 | 1921 | 1926 | 1931 | 1936 | 1946 | 1954 |
| ---- | ---- | ---- | ---- | ---- | ---- | ---- | ---- | ---- |
| 188  | 177  | 170  | 156  | 149  | 126  | 127  | 96   | 101  |

| 1962 | 1968 | 1975 | 1982 | 1990 | 1999 | 2006 | 2011 | 2016 |
| ---- | ---- | ---- | ---- | ---- | ---- | ---- | ---- | ---- |
| 93   | 87   | 52   | 47   | 42   | 57   | 69   | 77   | 77   |

| 2021 | 2022 | - | - | - | - | - | - | - |
| ---- | ---- | - | - | - | - | - | - | - |
| 69   | 65   | - | - | - | - | - | - | - |

### Enseignement
Valignat dépend de l'académie de Clermont-Ferrand. Il n'existe aucune école.
Les collégiens se rendent à Bellenaves et les lycéens à Saint-Pourçain-sur-Sioule.

## Culture locale et patrimoine

### Lieux et monuments
- L'église Saint-André, romane, des XIe et XIIe siècles. Cette église classée à l'inventaire supplémentaire des monuments historiques était originellement dédiée à saint André, comme le rappelle le motif figurant sur un parement extérieur de l'abside. Celle-ci est actuellement dédiée à l'archange saint Michel.
- Le musée des arts et traditions populaires du Bourbonnais « La Source » (ouvert d'avril à septembre).
- le château de l'Ormet. Il date du XVIIIe siècle. Chambres d'hôtes.

À voir à proximité : 
- la vallée de la Sioule ;
- la forêt des Colettes.